# Kaserne Übigau

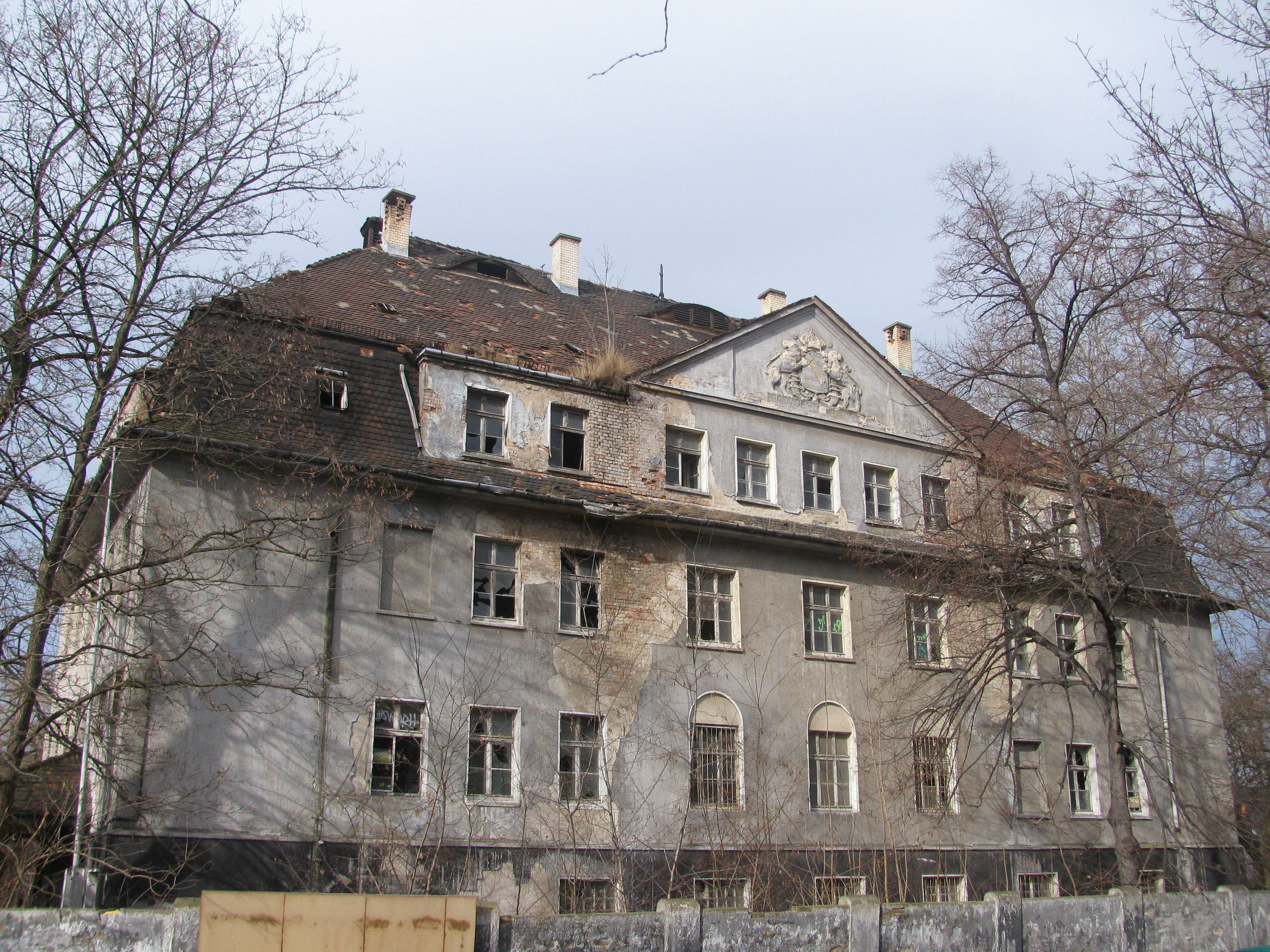
Kasernengebäude an der Klingerstraße, 2012

Die Kaserne Übigau war eine Kaserne im Dresdner Stadtteil Übigau. Das Kasernengelände bzw. einige der verbliebenen Gebäude stehen heute unter Denkmalschutz.
Die Kaserne liegt im Nordwesten Dresdens im Stadtteil Übigau. Sie wird von der Washingtonstraße (S73) (westlich), der Scharfenberger Straße (nördlich), der Klingerstraße (östlich) und der Werftstraße (südlich) begrenzt.

## Geschichte
Im Zuge der Entwicklung der zivilen und militärischen Luftfahrt wurde 1913/1914 in Übigau eine Luftschifferkaserne erbaut. Während des Ersten Weltkrieges wurden Nachrichtensoldaten eines Telegraphen-Bataillons ausgebildet. Später war die Kaserne Standort der Nachrichten-Abteilung 4. In den Jahren 1933 und 1934 wuchs die Nachrichtenabteilung durch Freiwillige stark an. Allerdings wurde die Personalstärke schon 1935 reduziert, da Personal in einer Kompaniestärke an eine Luftwaffen-Nachrichtenkompanie abgegeben wurde.
Mit der ersten Welle der Mobilmachung 1939 wurde hier die Nachrichtenabteilung für die 4. Infanteriedivision, für das Ersatzheer die Nachrichten-Ersatz-Abteilung 4 und die feste Funkstelle in Dresden eingerichtet. Im Mai 1945 bezog mit dem Einmarsch der Roten Armee eine sowjetische Pioniereinheit, das 68. Selbständige Pontonbrücken-Regiment, welches zur 1. Gardepanzerarmee der Roten Armee gehörte, die Kaserne. Nach Abzug der sowjetischen Truppenteile im Frühjahr 1991 war die Kaserne stark verwahrlost. Im August 1993 beauftragte das Finanzministerium die Immobiliengesellschaft der Landesbank Sachsen, das Gelände zu vermarkten, 1997 übernahm die Oberfinanzdirektion Chemnitz den Verkauf. In den folgenden Jahren wurde das komplette Rest-Gelände an Delta AG Dresden verkauft und gewerblich umgenutzt.

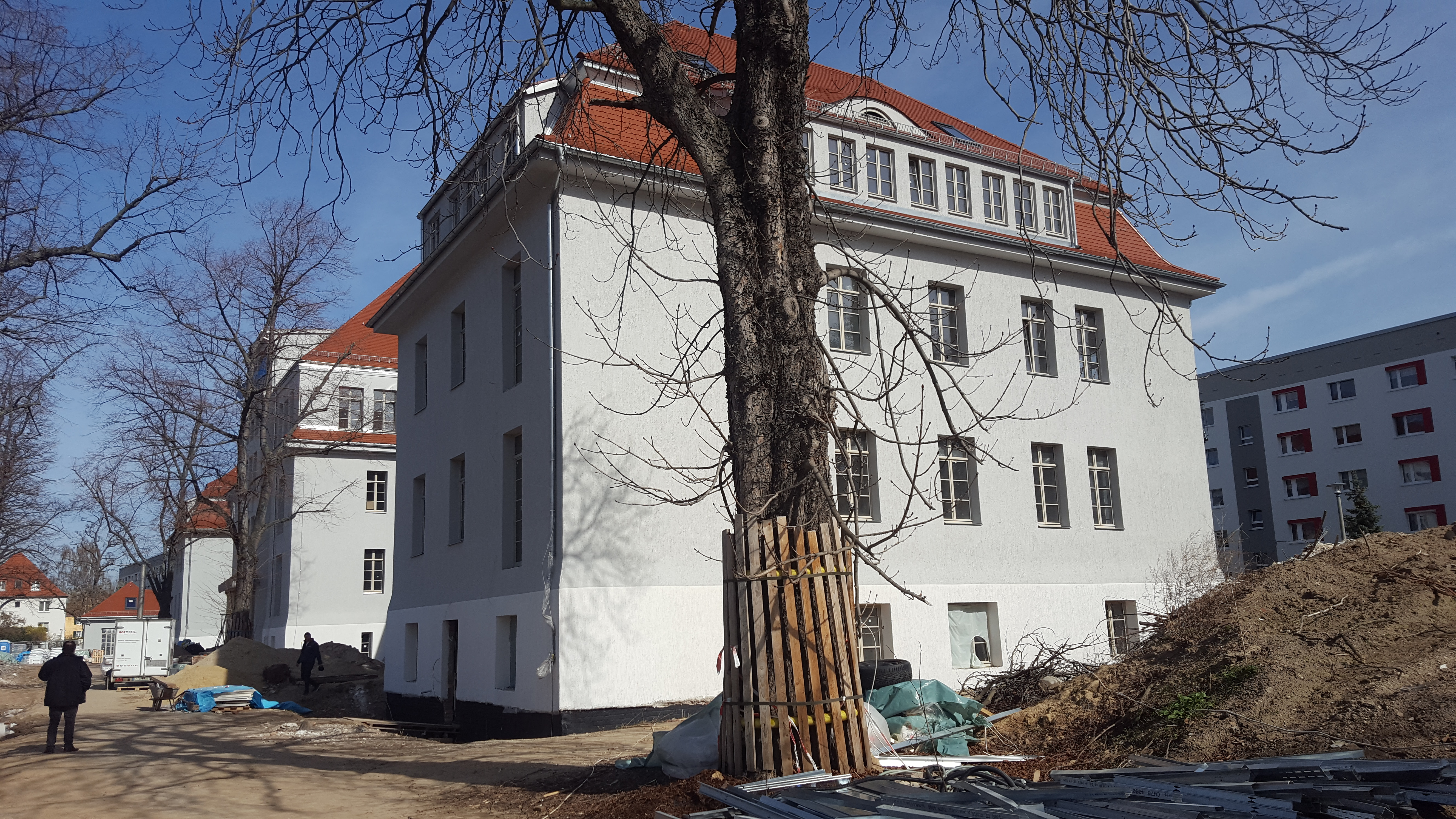
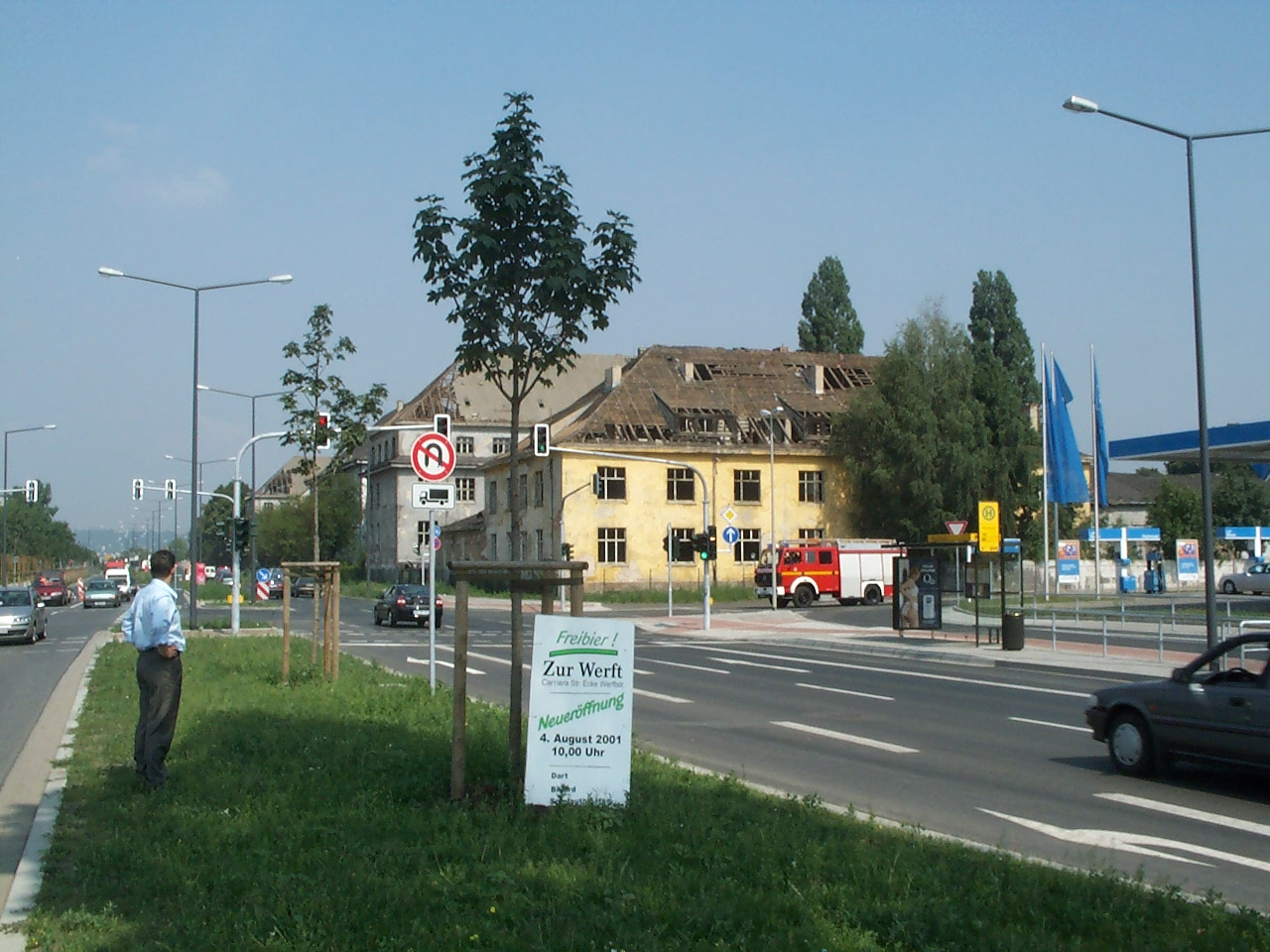
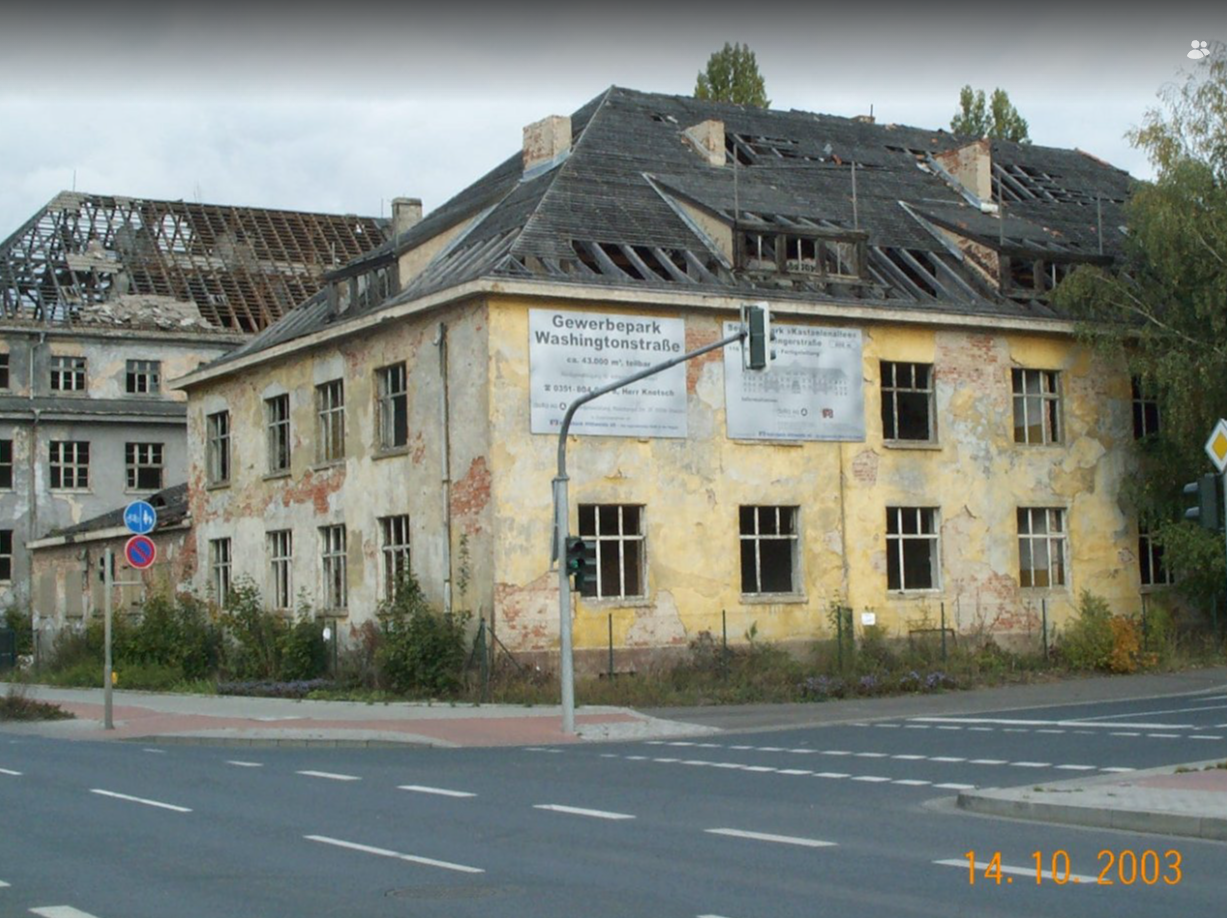
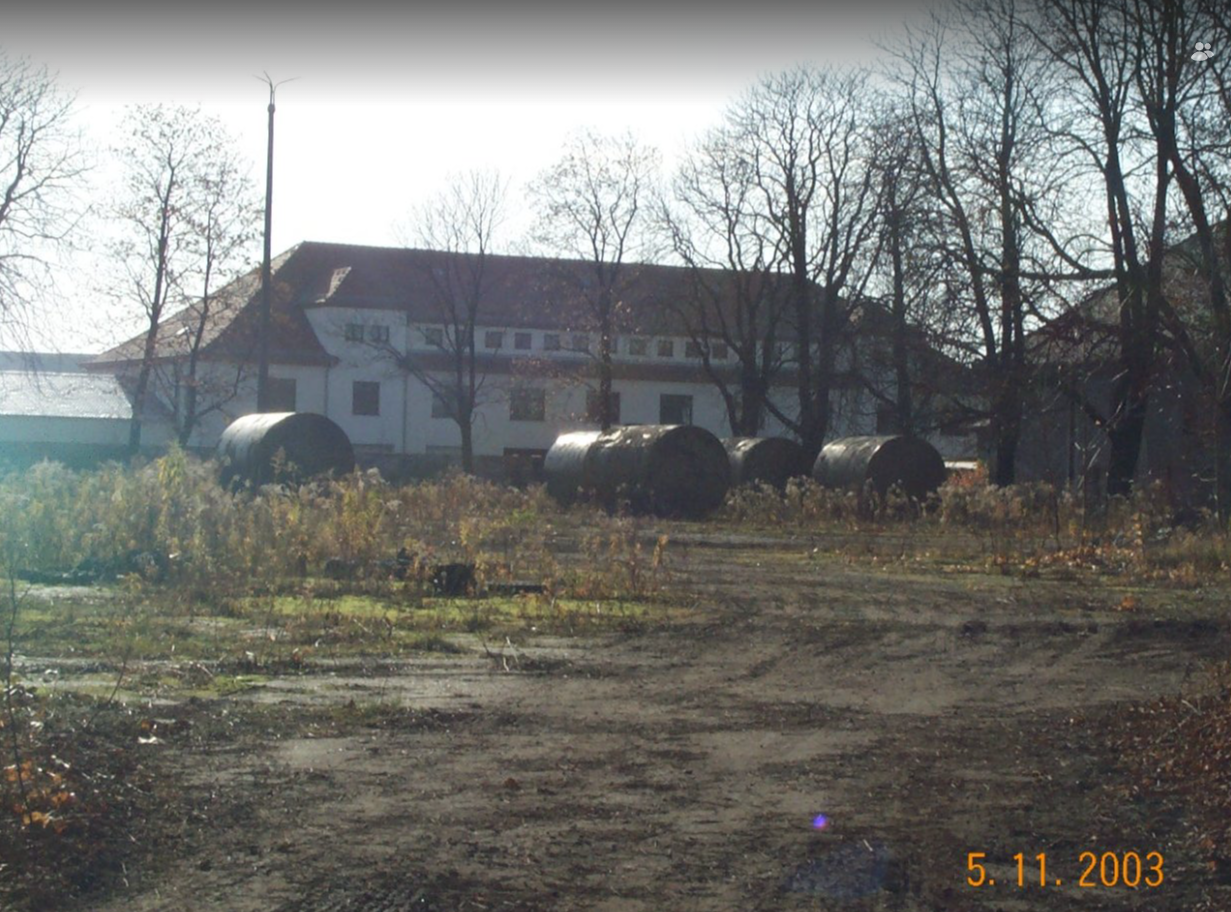
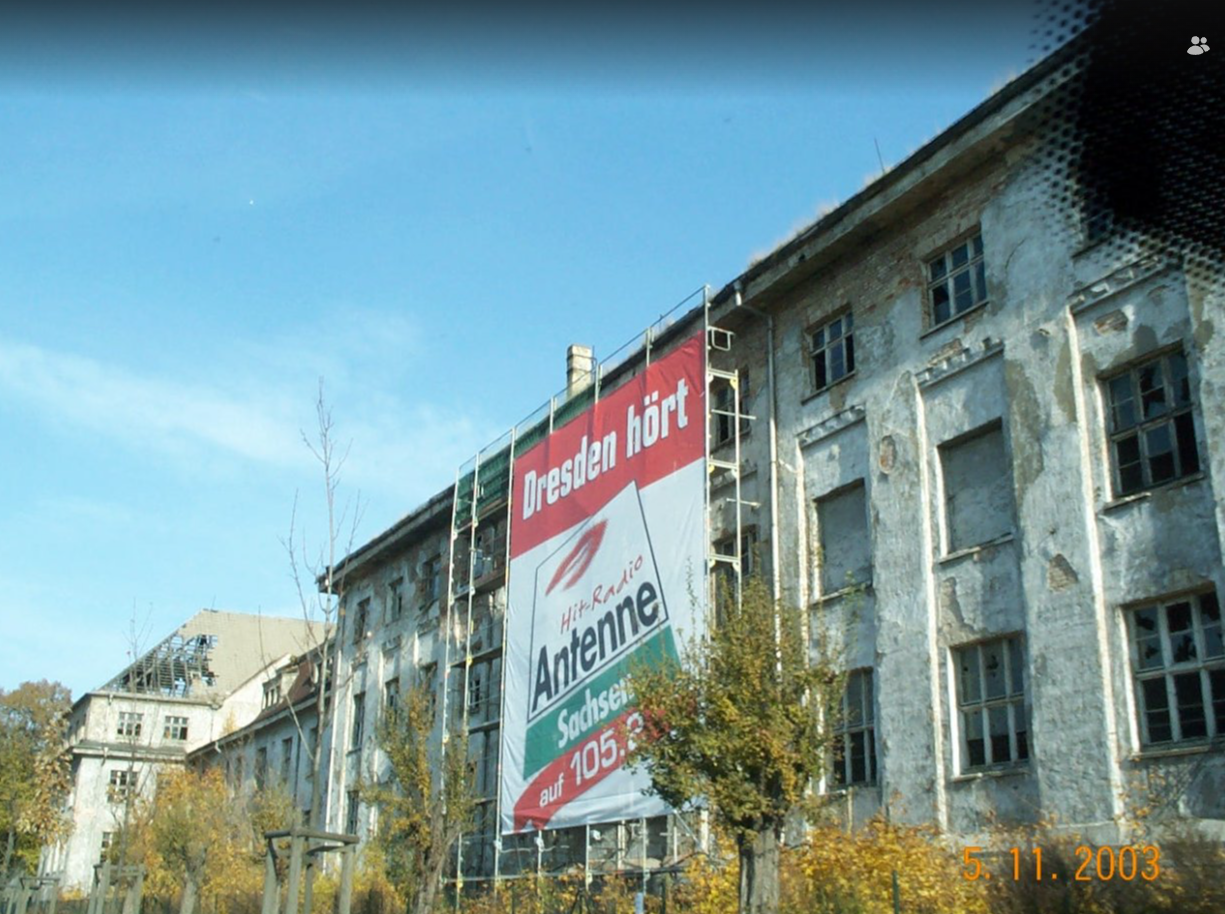
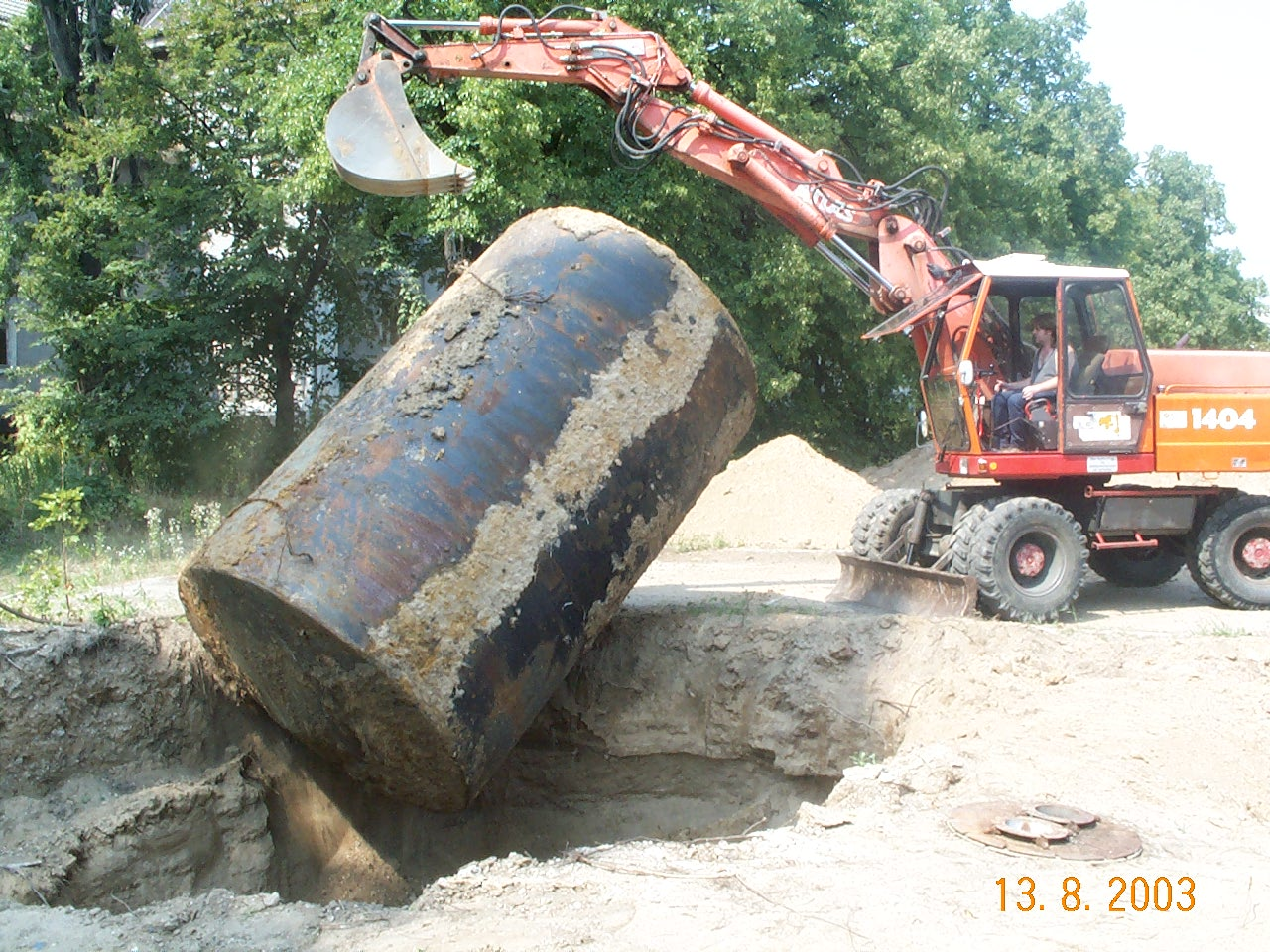
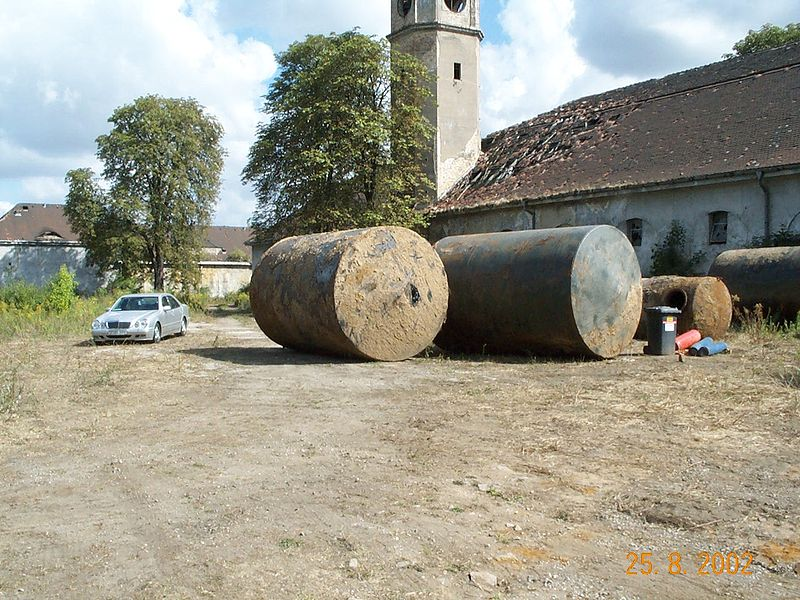
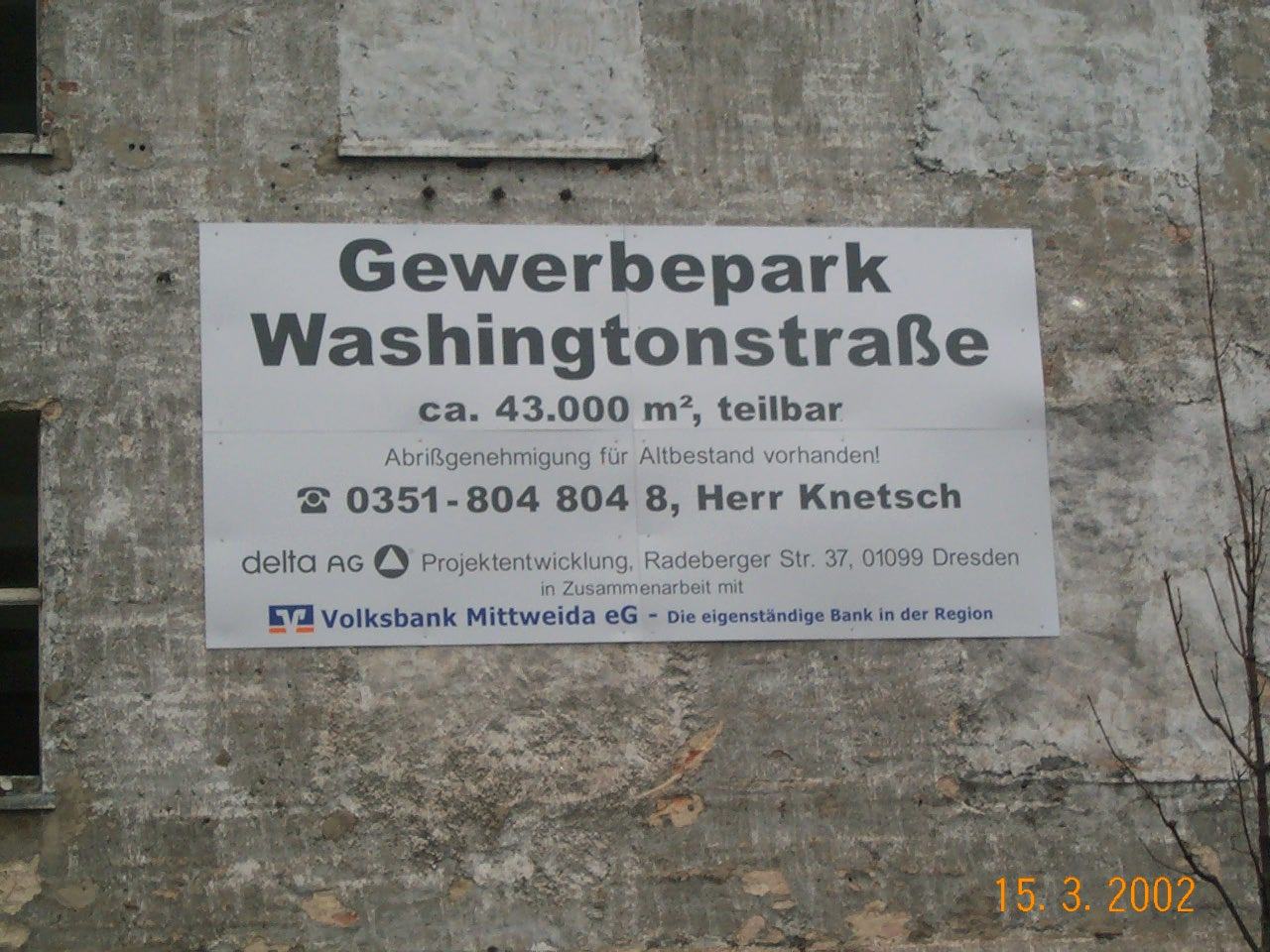

### Werftquartier Übigau
Unter dem Projektnamen Werftquartier Übigau errichtete die Columbus Dresden GmbH ab 2017 auf dem westlichen Teil des Grundstückes vier Neubauten mit 3- bis 5-Raum-Wohnungen.
Nach Prüfung durch das Amt für Denkmalschutz durfte dafür die alte Reithalle abgerissen werden. Untersuchungen hatten ergeben, dass das Bauwerk so stark verfallen sei, dass „eine Nutzung des Gebäudes bei Wahrung seiner Denkmaleigenschaft nicht mehr möglich“ sei. Mit dem Abriss verschwanden auch die letzten Reste eines markanten Turmes, der fälschlicherweise oft als zum ehemaligen Offizierskasino der Roten Armee gehörig bezeichnet wurde.

### Kastanienpark
Das Hamburger Unternehmen GfU Immobilien GmbH & Co. KG hat die unter Denkmalschutz stehenden Gebäude im östlichen Bereich der ehemaligen Kaserne in Wohnraum umgewandelt. Laut Unternehmensangaben waren im Rahmen des „Projektes Kastanienpark“ 120 Eigentumswohnungen geplant, die zwischen 45 m² und 113 m² groß sein sollten.